# Tarta Dobos

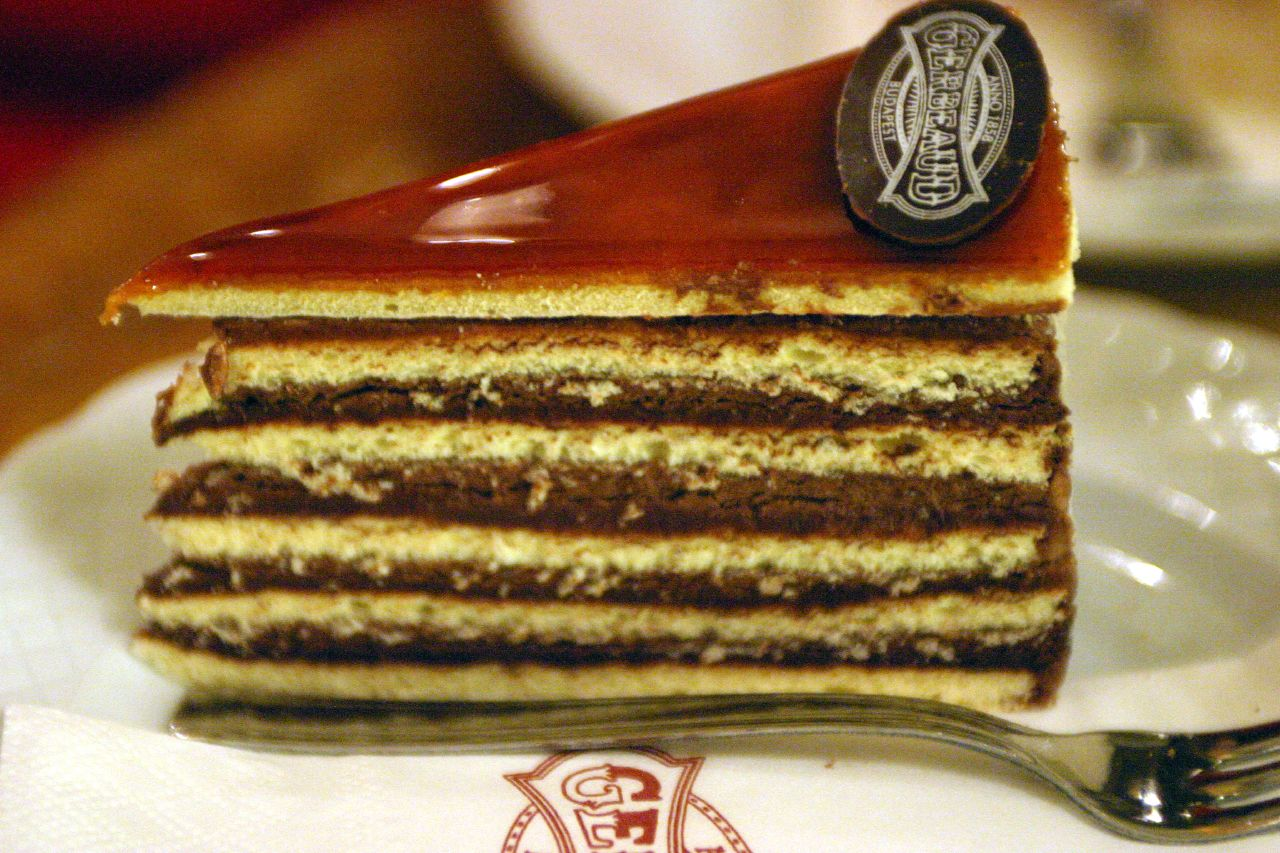
Dobos del Café Gerbeaud de Budapest

La tarta o torta Dobos es una tarta de origen húngaro, creada por el pastelero József Dobos en 1884. Está compuesta por seis finas capas de bizcochuelo intercaladas con crema de chocolate y cubierta de caramelo.
Dobos, perteneciente a una familia de cocineros, había abierto en 1878 una tienda de delicatessen en Pest, en la que vendía productos importados y de elaboración propia. Concibió la receta de la tarta después de numerosas pruebas, hasta que descubrió que el agregado de manteca derretida hacía más crocante el bizcochuelo y la crema de chocolate resultaba aún más suave al añadírsele manteca de cacao.
Presentó por primera vez su creación en la Országos Általános Kiállítás (Exhibición Nacional General de Budapest) en 1885, en un pabellón de 832 metros cuadrados ubicado en Városliget y atendido por ochenta mozos y diez cocineros. Entre quienes la probaron allí estaban Isabel de Wittelsbach (Sissi) y Francisco José I. Dobos también expuso la tarta en la exhibición de 1896 (Millennium Exhibition/ 1896-os millenniumi kiállításon).
En la década siguiente, la tarta se volvió muy popular tanto en el Imperio austrohúngaro como en otros países europeos, ya que podía conservarse más tiempo sin refrigeración y su aspecto sencillo contrastaba con el de las tortas profusamente decoradas de la época. Dobos mismo las vendía en sus viajes por Europa y también las exportaba desde su negocio, en cajas de madera que él había diseñado. Debido a la demanda, otras pastelerías de Pest intentaron reproducir la tarta, aunque sin éxito. Finalmente, Dobos donó la receta al gremio de pasteleros (Cukrászok és Mézeskalácsosok Ipartestületének) en 1906.